# Museo parrocchiale Luigi Morstabilini
Il museo parrocchiale Luigi Morstabilini si trova a Gromo in via Bettuno basso, nel fabbricato adiacente alla Chiesa di San Giacomo e San Vincenzo ed è dedicato al vescovo Luigi Morstabilini nativo della frazione Ripa.
Il museo, voluto dal parroco Virgilio Fenaroli, è gestito dalla parrocchia ed è aperto nel periodo estivo e durante le festività del calendario liturgico.

## Storia
La parrocchia di Gromo dedicata ai santi Giacomo il Maggiore e Vincenzo levita, possedeva arredi sacri di notevole valore, frutto di lasciati acquisiti nel tempo, o donazioni degli abitanti del paese che aveva avuto nei XV e XVI secolo un periodo di grande ricchezza grazie alla fabbricazione e commercio di armi bianche di qualità. La ricchezza di alcune famiglie potenti e la presenza di diverse confraternite, ha favorito l'acquisizione di un patrimonio di arte sacra di pregio.

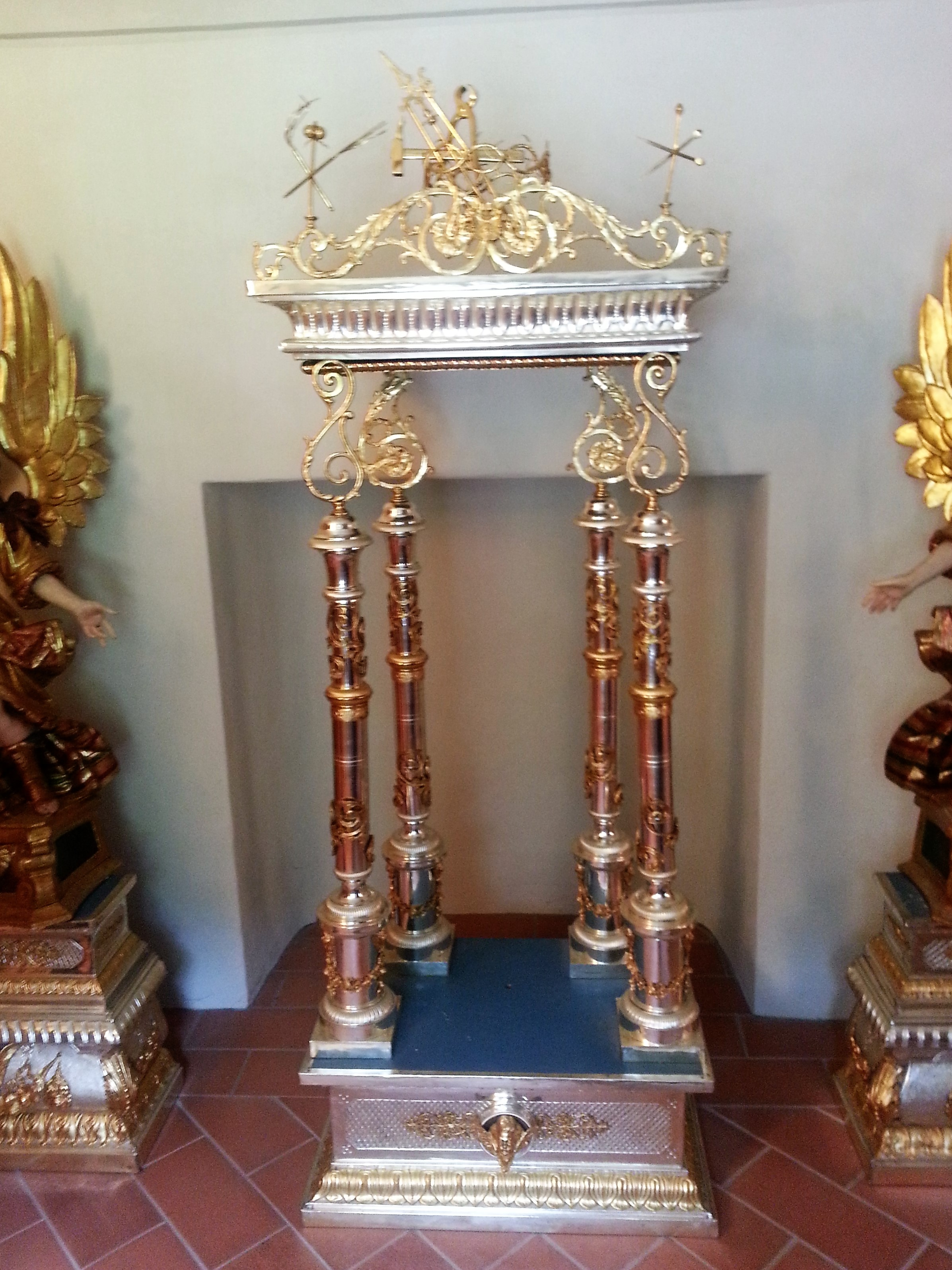
Tronetto- museo parrocchiale Gromo

Durante la ristrutturazione nel 2007 del fabbricato adiacente alla chiesa, che si trovava in grave stato di abbandono, posto esattamente sopra la cappella di san Benedetto, don Virgilio Fenaroli, l'allora parroco della comunità, ricavò gli spazi necessari all'allestimento del museo, restaurando e procedendo poi all'esposizione degli arredi sacri e intitolando una sala e il museo al vescovo Luigi Morstabilini. L'apertura ai visitatori avvenne in concomitanza del centenario della nascita del Morstabilini. 
Il museo doveva corrispondere al desiderio di rendere pubblico il patrimonio della parrocchia, ma anche di preservarlo e conservarlo rimanendo a testimonianza della fede e della storia degli abitanti di Gromo. 

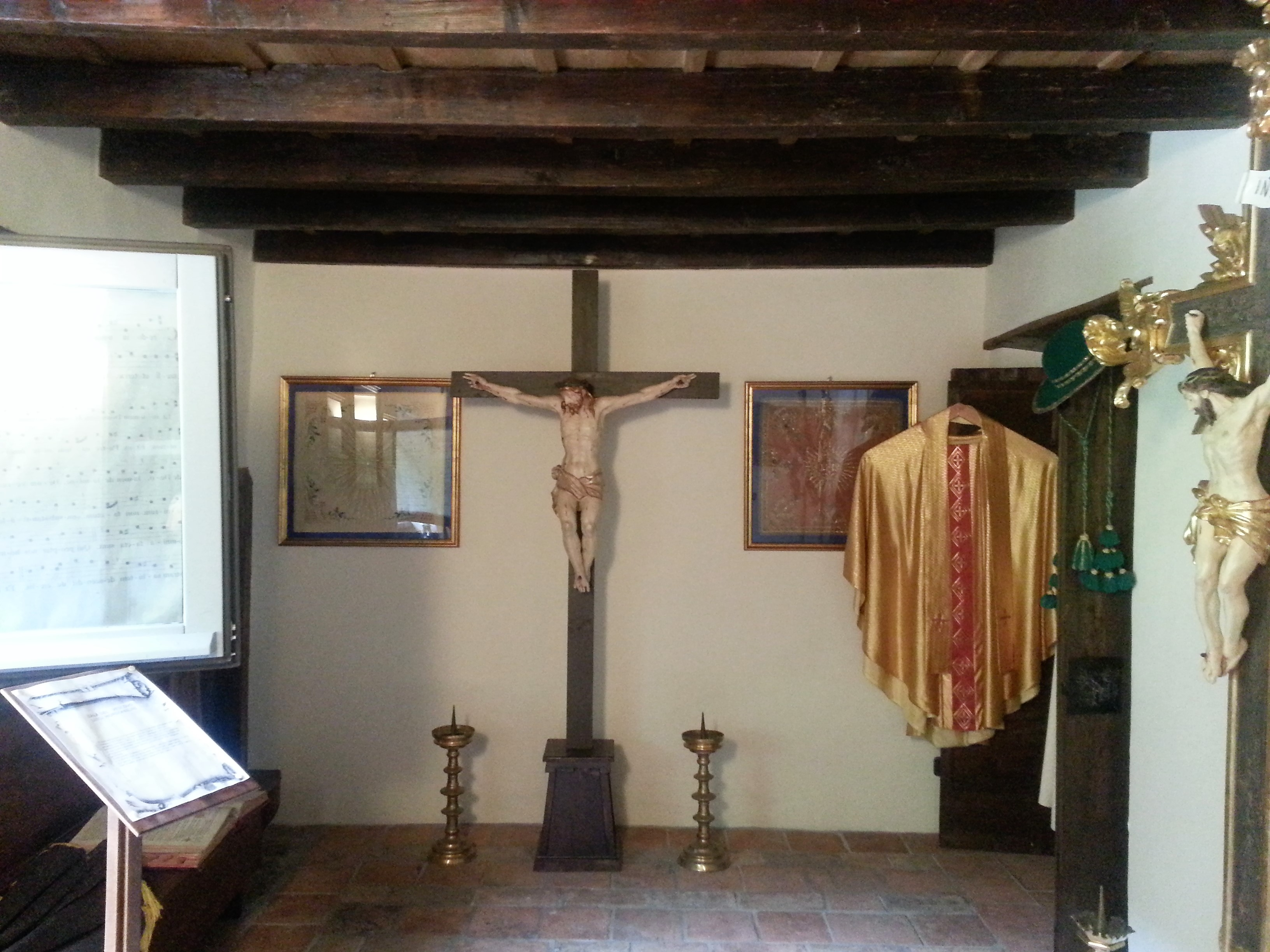
Museo parrocchiale-Sala dedicata a mons.Luigi Morstabilini

## Descrizione
Il museo si divide su due piani con sale dalle differenti caratteristiche, l'ingresso con le raffigurazioni di santi e angeli accoglie  e accompagna il visitatore in questi ambienti ricchi di sacralità.

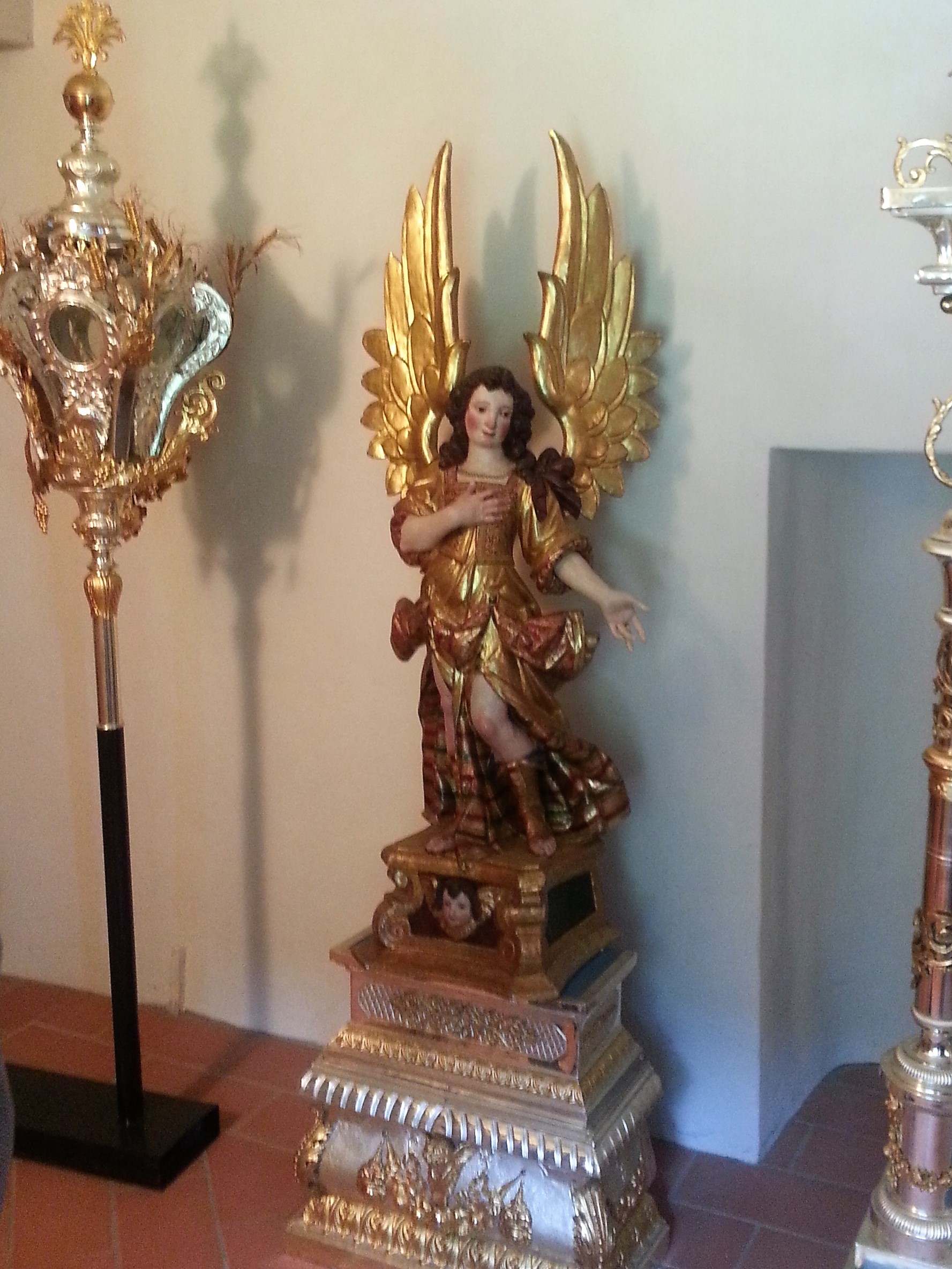
Angelo settecentesco con portalampada

Nella prima sala al piano terreno si trovano esposti dieci quadri raffiguranti gli apostoli, opere di Antonio Cifrondi, mentre due tele laterali, sono di un periodo sicuramente successivo e di autore ignoto. Lungo la parete è presente una cassapanca di  fattura settecentesca, che conteneva gli arredi sacri. La stanza successiva è dedicata al vescovo Morstabilini e contiene cimeli a lui riconducibili, la casula e i paramenti che indossava durante il Concilio Vaticano II. Due grandi crocifissi presenti nella sala veniva portati nella solenne processione del Venerdì Santo lungo le vie del paese.
Al primo piano, una stanza è dedicata all'esposizione di Cartagloria, esposte in cornici di argento, mentre in un altro locale sono esposte lampade che vengono adoperate durante le funzioni eucaristiche, angeli in legno del XVII secolo, ed un tronetto dorato dove veniva esposto l'ostensorio con l'ostia consacrata durante le festività solenni.
I locali portano ad un ambiente che è il tetto della cappella di san Benedetto, caratterista e particolare la sua forma,  che si trova ora inglobata in questo fabbricato.